# Виндзор (Северна Каролина)
Виндзор (енгл. Windsor) град је у америчкој савезној држави Северна Каролина.

## Демографија
По попису из 2010. године број становника је 3.630, што је 1.347 (59,0%) становника више него 2000. године.
| Група             | 2000.         | 2010.         |
| Белци             | 1.035 (45,3%) | 1.173 (32,3%) |
| Афроамериканци    | 1.209 (53,0%) | 2.271 (62,6%) |
| Азијати           | 15 (0,7%)     | 71 (2,0%)     |
| Хиспаноамериканци | 8 (0,4%)      | 40 (1,1%)     |
| Укупно            | 2.283         | 3.630         |